# Prova de choque
Prova de choque é a prova mais dura do curso de Comandos Portugueses. Esta é realizada a seguir à instrução complementar onde se aprende a ordem unida, onde se faz exercício físico e onde se dá tiro pela primeira vez, ou seja,  o básico que qualquer militar tem como aprendizagem. A chamada prova de choque é realizada durante três dias e leva os instruendos aos seus limites de resistência psico-física através de desafios e exercícios ininterruptos e por violentas marchas, conhecidas no meio militar por mar-cor (marcha combinada com corrida) e mar-for (marcha forçada) entre outros exercícios físicos. Por norma, esta fase inicial do curso é quase sempre feita no Verão onde o calor se faz sentir. 

## Plano de Acção Psicológica

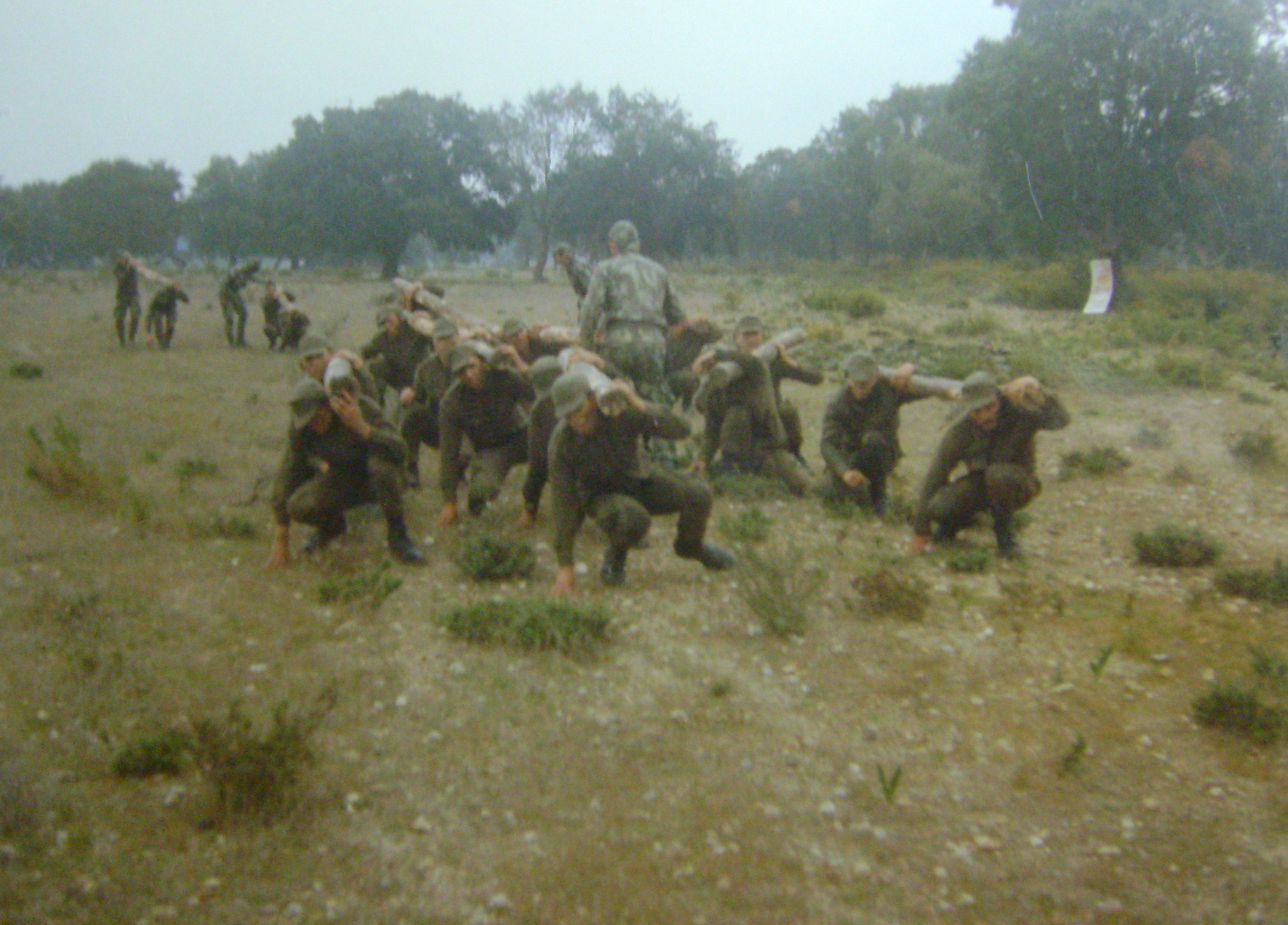

É criado um ambiente de grande tensão e violência controlada - como se de um teatro de guerra se tratasse - de forma a apurar a resistência de cada um dos potenciais Comandos. A acção psicológica é permanente (uma característica chave de toda a instrução desta tropa) durante toda instrução do curso de comandos as casernas e restante unidade possuem colunas de som onde por vezes se ouve (a voz do comando )a qual da conselhos e ensinamentos acompanhada de musicas caracteristicas que desde o inicio destes cursos são historicas e outros sons vários durante a noite , dia e fins de semana  que se materializa num medo e apreensão constantes que associado ao esgotamento físico acabam por criar uma confiança absoluta aos chefes, apanágio das verdadeiras tropas especiais comandos. Como curiosidade as marchas são acompanhadas ao som de música lúgubre que algumas viaturas difundem ao longo da coluna militar.

## Prova de sede (PAC) , restantes provas e tiro de combate

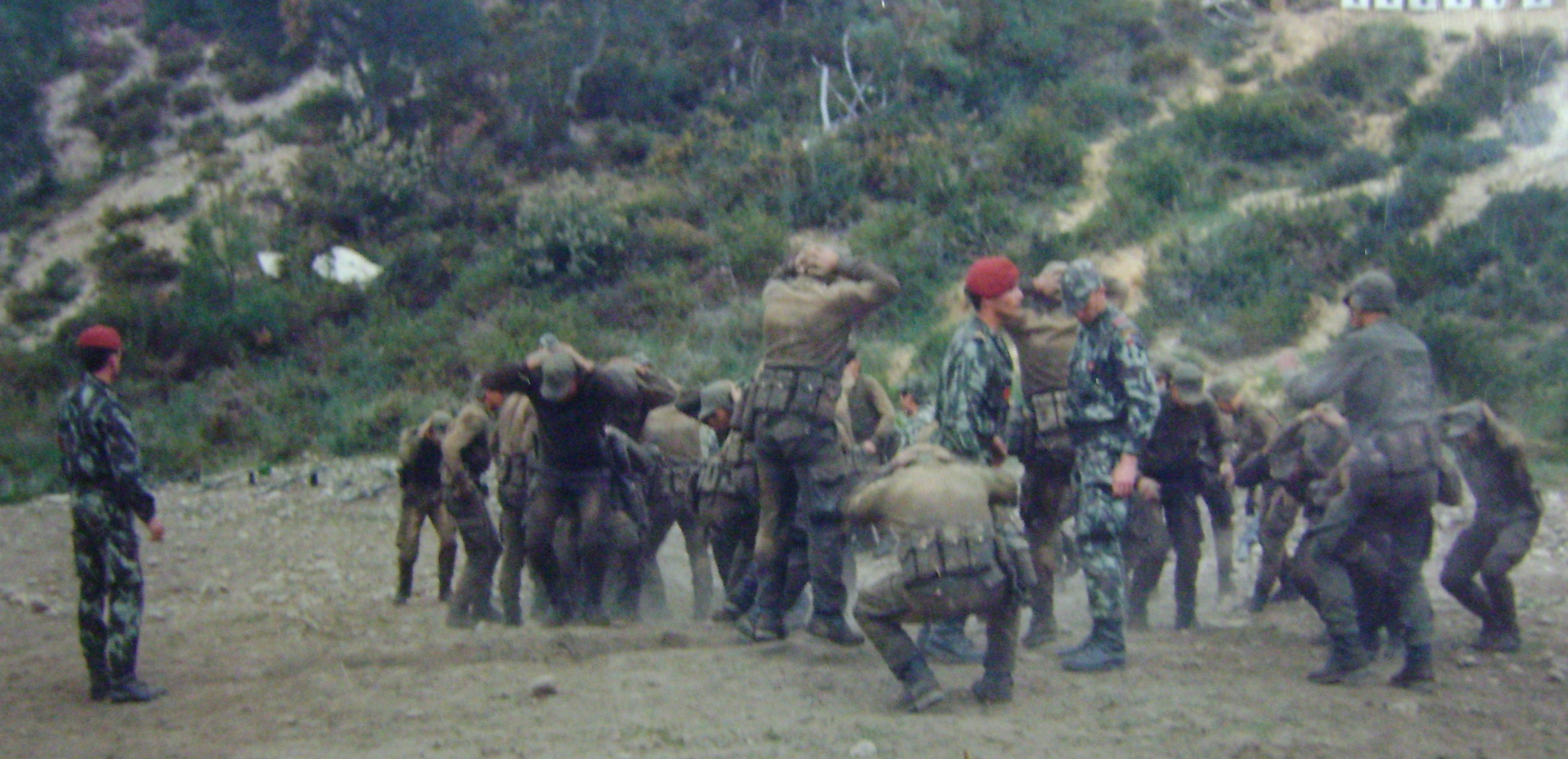

Esta prova foi chamada nos anos 80/90 pela comunicação social de prova da sede , prova de choque mas tecnicamente da pelo nome de prova de aptidão comando (PAC). A origem deve-se a que cada homem tem direito a um cantil de água diário que serve para saciar a sede e para a sua higiene diária como fazer a barba. Este teste marca o inicio do Curso de Comandos e a sua fase Individual (existem ainda a fase de Equipa e Grupo) que se realiza após a recruta e a primeira leva de soldados eliminados que os instrutores consideram incapazes e que serão distribuídos por outras unidades do Exército.
O curso de comandos alem desta prova tem mais etapas onde os ensinamentos são facultados aos instruendos pelos seus instrutores com varias provas como a semana invertida também conhecida pela semana maluca onde por alguns dias se trocam os afazeres diurnos pelos noturnos e vice versa , exemplo refeições com horário trocado ,instrução noturna dada durante o dia como se de noite se tratasse, horas de dormida trocadas. prova individual de combate ,onde cada instruendo aplica os seus ensinamentos individualmente sob os olhares e questões dos instrutores durante um longo percurso, prova colectiva de combate onde os instruendos colectivamente aprendem e aplicam os seus conhecimentos em equipa, prova de sobrevivência ,ai todos os candidatos a comando aprendem como sobreviver em vários terrenos  e dai aproveitar o que ele lhes proporciona para a sobrevivência ,comida com aprendizagem de caça e pesca armadilhas,arranjar aquecimento no inverno incluindo fazer fogo  ,prova de água ,onde o militar aprende a usar os meios aquáticos  seja natação , mergulho uso de botes, canoas,e meios aéreos para infiltração .
O curso é também conhecidos por treinar estes militares continuamente e exaustivamente com exercícios de tiro com as mais variadas armas, seja tiro de longa distancia , tiro em áreas edificadas e tiro de combate, durante a instrução do tiro de combate diurno ou noturno este é precedido por uma serie de exercícios físicos extenuantes para assim o militar ser o mais certeiro possível sob o stress psicológico e físico dai os militares comandos serem conhecidos pelo tiro certeiro.

## Mortes

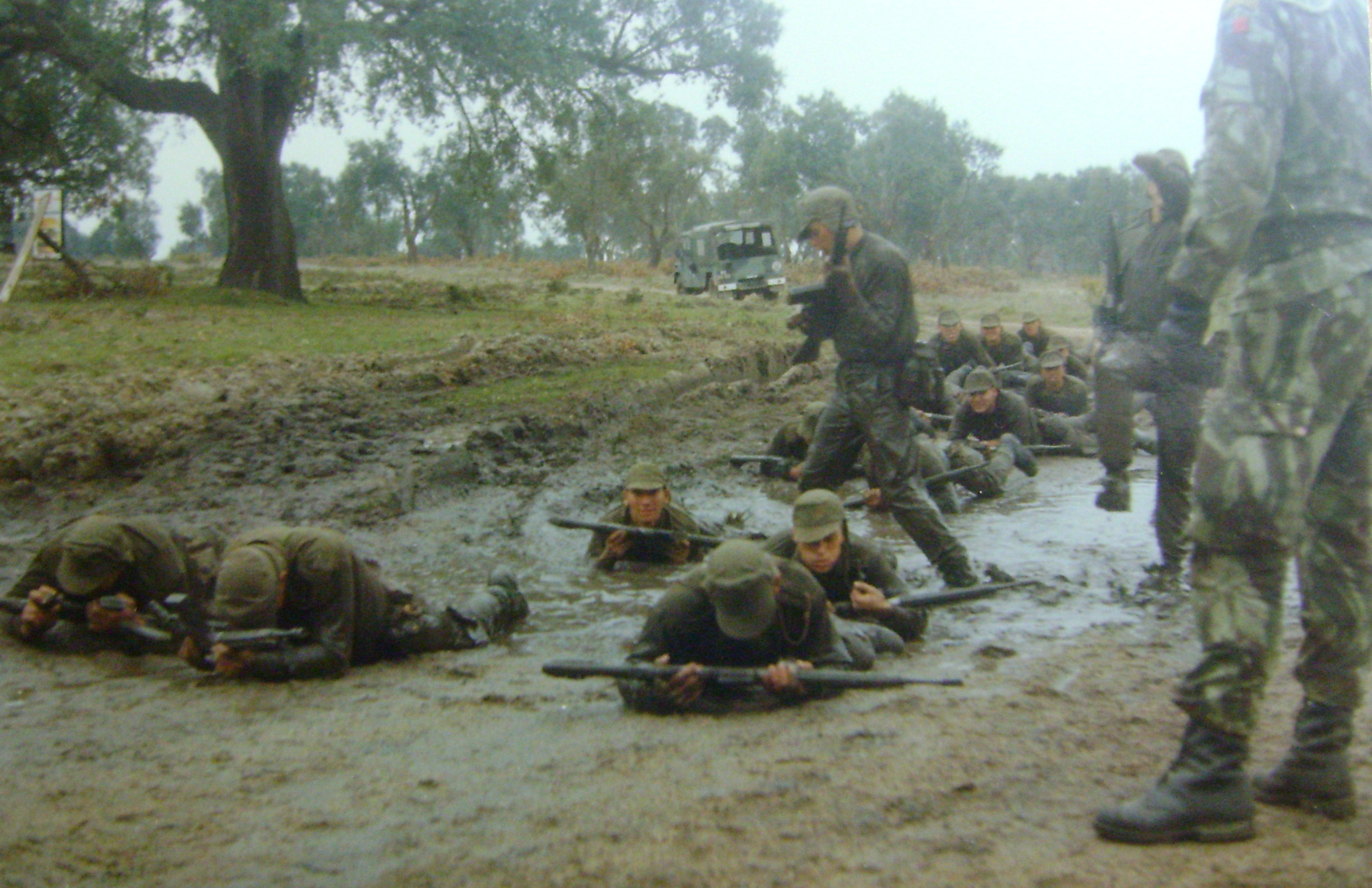

### Notícias
No ano de 1988 durante o 89.º curso de Comandos a Comunicação Social Portuguesa teve conhecimento da morte de dois instruendos durante a realização desta prova. O inquérito militar posterior concluiu que as mortes deveram-se a exaustão. 
Em 1990 foi aberto um inquérito pelo Provedor da Justiça às condições de instrução no Regimento de Comandos após a morte de um recruta devido a um suposto espancamento por um instrutor. 
O semanário O Independente chegou a apresentar uma notícia, fundamentando que provinha de fontes fidedignas, que cerca de 400 recrutas tinham baixado às enfermarias por exaustão física e "à beira da inconsciência" e entretanto surgiram nos jornais e revistas da época fotos chocantes de instruendos em agonia durante esta prova - era uma prática corrente os instrutores venderem fotos de momentos dolorosos como recordação.

### Desactivação do Regimento
Estes acontecimentos e outros tiveram uma grande repercussão na opinião pública (negativa) durante os anos 80/90 e muitos começaram a questionar se tal violência era justificada numa altura em que o país não enfrentava qualquer guerra nem vislumbrava no horizonte a possibilidade de um conflito bélico. Julga-se que este foi o principal motivo para se ter desactivado em Dezembro de 1993 o regimento de Comandos que acabou por ser reactivado em 2001.A partir dessa altura passaram a estar sitiados no regimento de infantaria nº1 na Serra da Carregueira , tendo a seguir uma breve passagem pela Escola Pratica de Infantaria e voltando de á Serra da Carregueira agora ja com o nome Centro de Tropas Comando e posteriormente de Regimento de Comandos até ao dia de hoje sendo as instalaçoes apropriadas para este tipo de tropa tendo a serra com optimo local de exercícios incluindo carreiras de tiro e variadas pistas de treino.
De relevar que durante o periodo que esteve extinto houve cursos para oficiais e sargentos dados no CIOE para assim nao se perder a especialidade que remonta ao inicios dos anos 60.

## References
1. ↑  «Cópia arquivada». Consultado em 18 de abril de 2014. Arquivado do original em 19 de abril de 2014
2. ↑  «nº63». MAMASUME : revista da Associação de Comandos. Agosto de 2005
3. ↑  «Provedor da Justiça abre inquérito sobre "caso" dos comandos». Jornal "Expresso". 7 de Maio de 1988
4. ↑  «Prova de choque - PJM vai a Santa Margarida investigar a morte de "comandos"». Jornal "Expresso". 23 de Abril de 1988
5. ↑  «Morte de recrutas dos comandos levanta questões de maus tratos». Jornal "Correio da Manhã". 14 de Setembro de 1990